# Cryptostroma corticale
Cryptostroma corticale är en svampart som först beskrevs av Ellis & Everh., och fick sitt nu gällande namn av P.H. Greg. & S. Waller 1952. Cryptostroma corticale ingår i släktet Cryptostroma, divisionen sporsäcksvampar och riket svampar.   Inga underarter finns listade i Catalogue of Life.